# Juan González Arintero

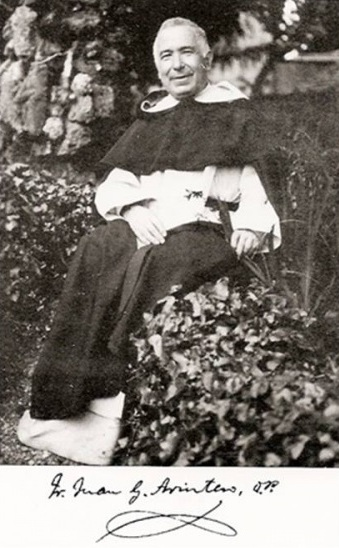
Juan Arintero

Juan González Arintero, O. P. (24 de junho de 1860 – 20 de fevereiro de 1928) foi um padre e teólogo espanhol.

## Biografia
Arintero nasceu em Lugueros, León, e entrou na Ordem Dominicana em Corias (Astúrias), em 1875. Especialista em ciências naturais, ensinou em colégios de Vergara, Corias, Valladolid e, depois, na Universidade Pontifícia de São Tomás de Aquino, Angelicum, em Roma. Em 1921, fundou, em Bilbau, a revista La Vida Sobrenatural.
Padre Arintero morreu em Salamanca em 1928.

## Obras
- (1892). El Diluvio Universal Demostrado por la Geologia.
- (1898). La Evolución y la Filosofía Cristiana.
- (1901). El Hexámeron y la Ciencia Moderna.
- (1904). Teologia y Teofobia.
- (1908). Evolución Mística.
- (1916). Cuestiones Místicas.
- (1919). Exposición Mística del Cantar de los Cantares.
- (1923). Las Escalas del Amor.

### Trabalhos em espanhol e inglês
- (1949). The Mystical Evolution in the Development and Vitality of the Church.
- (1957). Stages in Prayer.

## Leitura complementar
- Bandeira, Armando (1987). El P. Juan G. Arintero: Renace la Mística. Avila: Associação Educativa Signum Christi.
- Bandeira, Armando (1989). Los Caminos de la Fe: Experiencia Creyente del P. Arintero. Salamanca, Espanha: Editorial San Esteban.
- Gorce, M. M. (1937). "Arintero (Juan Gonzales)." Em: M. Viller (ed.): Dicionário de Espiritualidade. Ascétique et Mystique. Vol. 1, Paris, Beauchesne, pp. 855–859.
- Llamera, Marceliano (1992). Los Santos en la Vida de la Iglesia según el P. Arintero. Salamanca, Espanha: Editorial San Esteban.
- Lobo, Arturo Alonso (1970). El P. Arintero; Precursor Clarividente del Vaticano II. Salamanca: San Esteban.
- Lohrum, Meinolf (1993). "Arintero, Juan González, OP." Em: W. Kasper: Lexikon für Theologie und Kirche. Herder Verlag, Freiburg, Basileia, Wien.
- Plaza Aguilar, Saturnino (2004). La Evolución Doutrinária de la Iglesia según el P. Juan González Arintero O. P. Madrid: Fundación Universitaria Espanhola.
- Rodríguez González, Valentín (2007). María en la Espiritualidad del Padre Juan González Arintero, O. P. Madrid: Fundación Universitaria Espanhola.
- Suarez, Adriano (1936). Vida del M. R. Padre Fr. Juan G. Arintero. Cádiz: Salvador Repeto.